# Media Legal Defence Initiative
La Media Legal Defence Initiative (MLDI) è un'organizzazione non governativa istituita nel 2008 per fornire assistenza legale ai giornalisti (compresi i blogger) e ai media indipendenti. Supporta inoltre la formazione in materia di diritto dei media e promuove lo scambio di informazioni, strumenti di contenzioso e strategie per gli avvocati che lavorano su casi di libertà dei media.
Ha sede a Londra ed ha una rete globale di avvocati e attivisti per la libertà dei media con cui lavora su casi e progetti.

## Storia
L'idea alla base della fondazione della MLDI è nata all'indomani del processo per diffamazione nel 2004 del giornalista indonesiano Bambang Harymurti, direttore della rivista Tempo. Un gruppo di persone coinvolte nella difesa di Harymurti ha riconosciuto la necessità di un'organizzazione indipendente non governativa che si concentri sulla fornitura di supporto legale ai giornalisti e ai media di tutto il mondo che necessitavano di assistenza per difendere i loro diritti, oltre a lavorare per migliorare la capacità degli avvocati nel sud-est asiatico e di altre parti del mondo nel difendere la libertà dei media.
La MLDI è stata fondata come società no profit nel giugno 2008 e registrata come organizzazione di beneficenza indipendente nel 2009. Da quando ha iniziato a funzionare ha fornito assistenza in casi in Paesi di Africa, Europa, Asia, Nord e Sud America.
L'assistenza è stata fornita sotto forma di sovvenzioni ai singoli giornalisti per il pagamento delle spese legali, sovvenzioni per sostenere il lavoro di organizzazioni nazionali non governative che forniscono servizi legali ai media e consulenza legale gratuita. La MLDI ha inoltre concesso borse di studio per consentire la formazione e il collegamento in rete degli avvocati di Paesi quali Thailandia, Malaysia, Singapore, Indonesia, Cambogia e Filippine.

## Casi famosi
La MLDI ha sostenuto la difesa legale di numerosi giornalisti. Alcuni casi famosi:
- la MLDI ha contribuito alle spese legali per la difesa del giornalista di Al Jazeera Mohamed Fahmy, sotto processo in Egitto con l'accusa di far parte di un gruppo terroristico, trasmettendo "notizie false e operando senza licenze adeguate";
- hanno fatto appello alla Corte europea dei diritti umani per conto dei blogger azeri Emin Milli Adnan Hajizade, rei di aver caricato su YouTube un video satirico con un'intervista ad un asino violinista, per i quali sono stati picchiati e successivamente arrestati[2];
- la difesa del webmaster thailandese Chiranuch Premchaiporn, accusato di aver permesso a commenti critici nei confronti della monarchia thailandese di apparire sul sito web di notizie e attualità[3];
- la difesa del giornalista ugandese Patrick Otim, accusato di tradimento e imprigionato per due anni[4];
- la difesa del giornalista keniota Bernard Okebe, accusato di aver tentato di corrompere la polizia in seguito ad un articolo sulla corruzione della polizia[5];
- la difesa del giornalista thailandese Kamol Kamoltrakul in un caso di diffamazione mossa contro di lui nel 2008 da Tesco Lotus, la filiale del Sud-est asiatico di Tesco. Kamoltrakol aveva criticato Tesco Lotus per aver escluso le imprese nazionali: dopo molta pressione, Tesco alla fine abbandonò il caso[6];
- l'appello di Wattan TV, emittente televisiva palestinese, all'Alta corte israeliana per risarcimento danni in seguito ad un'irruzione dell'esercito nei loro uffici[7];
- la difesa nel 2009 e il successivo appello al Comitato per i Diritti Umani delle Nazioni Unite del caso di diffamazione di Almas Kusherbaev, un giornalista kazako che ha criticato il coinvolgimento di un politico kazako, Romin Madinov, nel commercio del grano che ha fatto salire il prezzo del pane in Kazakistan;

La MLDI è stata in prima linea in una campagna al Consiglio d'Europa per valutare l'impatto che le leggi antiterrorismo stanno avendo sulla libertà dei media. La campagna ha portato all'impegno degli Stati membri a rivedere le proprie leggi.

## Partners
La MLDI lavora con una vasta rete di organizzazioni partner e singoli avvocati in tutto il mondo. I suoi partner includono il Mass Media Defence Center (Russia), il Centro per il diritto internazionale (Filippine), la Rete dei diritti umani per giornalisti (Uganda), il Centro per il giornalismo indipendente (Moldavia), l'Unione serba di giornalisti e LBPH Pers (Indonesia).

## Organizzazione e finanziamento
La MLDI è un'organizzazione non governativa caritatevole registrata nel Regno Unito. L'amministratore delegato è Lucy Freeman.
Dalla sua fondazione, la MLDI ha ricevuto finanziamenti da donatori quali la Open Society Foundations, Google e la Fondazione MacArthur.

## Riconoscimenti
Nel marzo 2015 la MLDI ha vinto il Global Freedom of Expression Prize della Columbia University.